# Германци
Германците или немците (на немски: die Deutschen) са хора от германски произход, т.е. хора, които се идентифицират с наследството на германската култура. Говорят немски език като майчин. В Германия те са дефинирани чрез гражданство (федерални германци – Bundesdeutsche), за да се различават от (хората с немски произход – Deutschstämmige). През историята, по време на Германската империя (1871 – 1918, 1918 – 1933, 1933 – 1945), германските граждани (имперски германци –  Reichsdeutsche) са наричани така, за да се различават от (етническите германци фолксдойче – Volksdeutsche). Следва да се има предвид, че немци се наричат също всички немскоговорещи, независимо от тяхната националност.
От приблизително 100 милиона души, говорещи немски като майчин език в света, около 75 милиона считат себе си за германци. Допълнително съществуват и около 80 милиона души от германски произход (основно в САЩ, Бразилия, Аржентина, Перу, Франция и Канада), които не говорят немски като майчин език.
Поради това общият брой на германците в света се намира някъде между 75 и 160 милиона, зависейки от критериите, според които се определя един германец (майчин език немски, етнически германец, от немски произход и т.н.). В САЩ 43 милиона граждани или 15,2% се самоопределят като немски американци според преброяване от 2000 г. Въпреки че процентите са намалели, тази група образува повече от която и да било друга. Според бюрото за преброяване на населението в САЩ през 2006 приблизително 51 милиона граждани определят себе си като хора от германски произход.
Разговорната дума шваба произлиза от немската дума Schwabe (жител на Швабия) и се използва иронично за немец или германец.
1. ↑  https://publikacije.stat.gov.rs/G2023/Pdf/G20234001.pdf